# Willie Mack
Willie McClinton Jr. (né le 5 janvier 1987 à Los Angeles en Californie, est un catcheur (lutteur professionnel) américain.

## Carrière

### Circuit indépendant (2006-...)
Le 7 avril 2018 lors de House of Hardcore 40, il bat Sami Callihan & Alex Reynolds au cours d'un triple threat match et devient le premier HOH Television Championship.

### Lucha Underground (2015–2018)
Le 16 août 2016, ils perdent les Trios Championship contre The Reptile Tribe, après le match, Killshot inflige un double stomp sur Havok lui disant que cette défaite est de sa faute.
Lors de Ultima Lucha IV, il bat Mil Muertes. La Lucha Underground prend fin après Ultima Lucha IV.

### Impact Wrestling (2018-2022)

#### Débuts et équipe avec Rich Swann (2018-2020)
Le 11 octobre à Impact, Rich Swann révèle que son partenaire par équipe avec qui il affrontera Ethan Page et Matt Sydal sera Willie Mack. Le 14 octobre lors de Bound for Glory 2018, Swann et Mack battent Matt Sydal & Ethan Page. 
Le 1er novembre à Impact, il fait ses débuts en solo en perdant contre Rich Swann.
Le 12 janvier 2020 lors de Impact Hard to Kill, il perd un match handicap pour les championnats par équipe de Impact contre The North (son coéquipier Rich Swann étant blessé).

#### Impact X Division Champion, équipe avec Rich Swann et départ (2020-2022)
Le 21 avril 2020, lors de Impact Rebellion, il bat Ace Austin et il remporte le Impact X Division Championship. 
Il perd le titre le 18 juillet lors de Slammiversary face à Chris Bey.
Le 6 mai 2022, il annonce son départ de la compagnie.

### All Elite Wrestling (2023-...)
Il fait ses débuts à la All Elite Wrestling le 11 janvier 2023 dans un match contre Brian Cage.

## Palmarès
- Alternative Wrestling Show

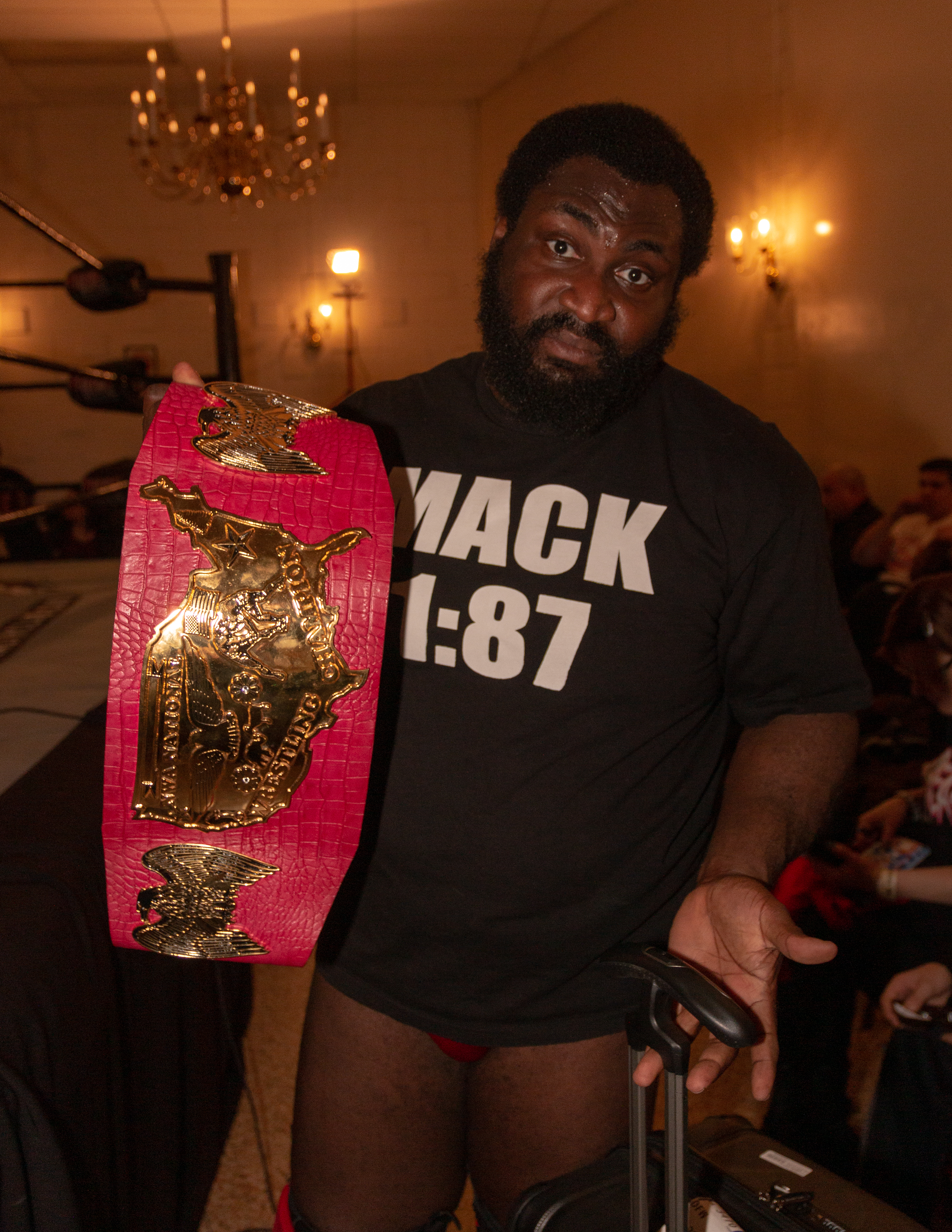
Willie Mack en tant que NWA National Heavyweight Champion en 2019.

  - 1 fois AWS Heavyweight Championship

- Championship Wrestling from Hollywood
  - CWFH Heritage Heavyweight Championship (1 fois)
  - CWFH International Television Championship (1 fois)
  - Red Carpet Rumble (2014)

- Elite Xtreme Wrestling
  - EXW Elite Division Championship (1 fois)

- House of Hardcore
  - HOH Twitch Television Championship (1 fois, actuel, premier)
  - HOH Twitch TV Title Tournament (2018)

- Impact ! Wrestling
  - 1 fois Impact X Division Champion

- Insane Wrestling League
  - IWL Anarchy Championship (1 fois)

- Championship Wrestling from Hollywood
  - 1 fois CWFH International Television Championship
  - Red Carpet Rumble (2014)

- Elite Xtreme Wrestling
  - 1 fois EXW Elite Division Championship

- Lucha Underground
  - 2 fois Lucha Underground Trios Champion avec Dante Fox & Son of Havok (1) Son of Havok et Killshot[8](1)

- National Wrestling Alliance
  - 1 fois NWA National Heavyweight Championship

- Rival Pro Wrestling
  - RPW Undisputed Championship (1 fois, actuel)

- SoCal Uncensored
  - Southern California Wrestler of the Year (2010)

- The Crash
  - Copa The Crash (2016)

- Mach One Wrestling
  - M1W Heavyweight Championship (1 fois)

- World Power Wrestling
  - WPW Heavyweight Championship (1 fois)

## Récompenses des magazines
- Pro Wrestling Illustrated

| Année | 2012 | 2013       | 2014 | 2015 | 2016 | 2017 | 2018 | 2019 | 2020 | 2021 | 2022 | 2023 | 2024 |
| ----- | ---- | ---------- | ---- | ---- | ---- | ---- | ---- | ---- | ---- | ---- | ---- | ---- | ---- |
| Rang  | 332  | Non classé | 422  | 346  | 288  | 215  | 179  | 136  | 68   | 168  | 257  | 207  | 425  |